# Azyrydyna
Azyrydyna – organiczny związek chemiczny należący do związków heterocyklicznych. Azyrydyna zbudowana jest z pierścienia, w skład którego wchodzą dwa atomy węgla, oraz jeden atomu azotu, który jest w pierścieniu heteroatomem.

## Otrzymywanie
Azyrydyna jest przemysłowo wytwarzana przez odwodnienie etanoloaminy w fazie gazowej nad kontaktem, którym są zeolity ZSM5:

## Właściwości
Jest to bezbarwna, lotna ciecz o zapachu amoniaku, rozpuszczalna w wodzie. Azyrydyna jest wysoce łatwopalna, a jej opary mogą tworzyć z powietrzem mieszaninę wybuchową.

## Zagrożenia
Azyrydyna jest toksyczna przez drogi oddechowe, po spożyciu i w kontakcie ze skórą. Pary działają drażniąco na błony śluzowe, ośrodkowy układu nerwowy i mogą doprowadzić do uszkodzenia nerek. Ostre objawy zatrucia to zaczerwienienie, pęcherze i martwica skóry i błon śluzowych, zmętnienie rogówki, odoskrzelowe zapalenie płuc, obrzęk płuc i duszności. Długotrwałe działanie azyrydyny na organizm człowieka jest rakotwórcze.